# Papa Innocenzo II
Innocenzo II, nato Gregorio Papareschi (Roma, ... – Roma, 24 settembre 1143), è stato il 164º papa della Chiesa cattolica dal 1130 alla sua morte.

## Biografia

### Formazione e carriera ecclesiastica
Nato a Roma nell'ultimo quarto dell'XI secolo da un Giovanni, sembra nel rione di Trastevere, apparteneva all'antica e nobile famiglia Papareschi dei Guidoni. Ebbe fin da fanciullo un'attenta educazione letteraria e religiosa. Molto giovane divenne canonico regolare della Basilica Lateranense e in tale contesto divenne abate  del monastero benedettino dei Santi Nicola e Primitivo. La prima notizia certa su di lui corrisponde alla nomina cardinalizia, datata al 24 maggio 1116, quando fu creato cardinale diacono di Sant'Angelo in Pescheria.
Con questa carica accompagnò nel settembre 1118 papa Gelasio II quando questi fu costretto all'esilio in Francia, insieme al suo futuro rivale, il cardinale diacono Pietro Pierleoni, che sarebbe divenuto l'antipapa Anacleto II. Il successore Callisto II lo incaricò di diverse importanti missioni: nel 1119 fu inviato in Germania con Lamberto, cardinale vescovo di Ostia, futuro papa Onorio II, per trattare con l'Imperatore. Nel 1122 fu tra gli artefici del Concordato di Worms. Nel 1123 fu incaricato da Callisto II di un'altra missione in Francia.
Durante i sei anni del papato di Onorio II (1124-30), Gregorio rimase stabilmente a Roma e fu insignito della dignità di arcidiacono della Chiesa romana.
In quel tempo, a Roma, imperversava una forte rivalità tra le potenti famiglie dei Pierleoni e dei Frangipane. I primi, di origine ebraica, avevano un loro esponente nel facoltoso e ambizioso cardinale Pierleoni, che già durante l'elezione del 1124, da cui uscì poi Onorio II, aveva imposto un suo candidato, Teobaldo Boccapecora, fallendo miseramente in quanto l'elezione fu annullata prima della consacrazione. I secondi avevano il loro uomo di spicco nel cardinale cancelliere Aimerico de la Chatre, a cui erano legati i cardinali del partito ildebrandino, che si ispirava alla riforma gregoriana.

### Pontificato

#### Elezione al Soglio di due papi
La sera del 13 febbraio 1130 moriva papa Onorio II. Egli, sentendo vicino il momento del trapasso, si era fatto portare nel monastero di Sant'Andrea presso San Gregorio al Celio. Il cardinale cancelliere Aimerico de la Chatre, che vegliò il pontefice fino alla fine, fece trasferire la salma in Laterano e nella stessa notte tra il 13 e 14 febbraio convocò presso la sua rocca i cardinali che erano dalla sua parte e contrari ai Pierleoni, indicendo un piccolo conclave.
L'obiettivo era impedire che il cardinale Pietro Pierleoni potesse essere eletto. Tra i cardinali convocati vi era anche Gregorio, che quella mattina stessa del 14 febbraio 1130 fu eletto papa, scegliendo il nome di Innocenzo II.
Tale elezione fu contestata dal cardinale Pierleoni, il quale convocò i restanti 14 cardinali presso la chiesa di San Marco, situata nel territorio dei Pierleoni, e qui fu eletto papa, scegliendo il nome di Anacleto II.
Il 22 febbraio (giorno in cui si commemora la Cattedra di San Pietro) Innocenzo II fu ordinato sacerdote e il 23 febbraio fu consacrato vescovo di Roma nella chiesa di Santa Maria Nuova e incoronato papa dal cardinal Romano, cardinale diacono di Santa Maria in Portico. Anacleto II nello stesso giorno si faceva consacrare nella Basilica di San Pietro. 
Poi Innocenzo II, perdendo anche l'appoggio di alcuni cardinali che lo avevano eletto, si ritirò, per sicurezza, nel rione dei Frangipane.

#### Lo scontro con Anacleto II
Incapace di mantenere la sua posizione a Roma, essendo la popolazione schierata in maggioranza con Anacleto, Innocenzo si imbarcò con i suoi fedelissimi per la Francia. Prima di partire conferì il suo vicariato a Corrado vescovo di Sabina. Da Porto (a nord di Ostia) salpò con due galere per Pisa, dove rimase per quasi tutto il 1130. Continuò il viaggio diretto in Francia facendo tappa a Genova e successivamente (sempre via mare) approdò a Sant'Egidio in Provenza. In Francia, sotto l'influenza di Sugerio abate di Saint-Denis suo difensore, gli fu assicurato prontamente l'unanime riconoscimento del clero e della corte di Luigi VI di Francia. Si tenne quindi un sinodo di vescovi a Étampes, che riconobbe Innocenzo II come vero papa. Anche il sinodo di vescovi di Puy-en-Velay, guidato da Ugo di Grenoble, confermò le stesse conclusioni. Successivamente Innocenzo II si recò a Cluny, sede dell'influente abbazia benedettina e quindi, nel novembre 1130, a un altro sinodo a Clermont dove fu nuovamente riconosciuto legittimo papa.
Lo stesso appoggio avuto nei territori francesi lo ebbe in quelli tedeschi. Grazie al sostegno di Norberto arcivescovo di Magdeburgo, di Corrado, arcivescovo di Salisburgo, e all'attività dei suoi legati presso il re di Germania Lotario II, Innocenzo conquistò l'appoggio degli stati tedeschi. Un sinodo di vescovi convocato nell'ottobre 1130 dallo stesso re nella cittadina di Würzburg ratificò l'alleanza. Nel gennaio 1131, Innocenzo ebbe un favorevole incontro anche con re Enrico I d'Inghilterra. Il 22 marzo 1131 si incontrò con Lotario II, accompagnato da Bernardo di Chiaravalle nella città di Liegi; e una settimana dopo nella chiesa di San Lamberto il pontefice incoronò solennemente Lotario II e sua moglie Richenza re e regina di Germania. Innocenzo II celebrò la Pasqua di quell'anno nella basilica di Saint-Denis a Parigi.
Il 18 ottobre 1131 ebbe inizio a Reims un grande concilio dove Innocenzo incoronò il 25 ottobre il giovane Luigi principe di Francia e futuro re Luigi VII. In questo concilio erano presenti sia l'arcivescovo Norberto sia Bernardo di Chiaravalle, nonché i rappresentanti di Inghilterra, Aragona e Castiglia; fu un sostanziale e grande riconoscimento della sua autorità. Nell'aprile 1132 fu indetto un concilio a Piacenza in cui Innocenzo veniva riconosciuto legittimo papa da tutti i vescovi e signori del Nord Italia, ad eccezione dell'arcivescovo di Milano.
Nell'agosto 1132 Lotario II intraprese una spedizione in Italia con il duplice scopo di essere incoronato imperatore dal papa e di mettere da parte l'antipapa, e contrastare nello stesso tempo Ruggero II, incoronato da Anacleto II re di Sicilia. Durante la discesa verso Roma, Anacleto gli inviò una sua delegazione nel tentativo di trattare la pace; Lotario ebbe qualche esitazione, ma poi i vescovi e i principi tedeschi gli ricordarono le risoluzioni del Concilio di Reims e l'accordo fu rifiutato. Giunto a Roma, Lotario fu incoronato da Innocenzo il 4 giugno 1133 nella chiesa di San Giovanni in Laterano essendo quella di San Pietro occupata dall'antipapa. La spedizione in Italia di Lotario a questo punto ebbe termine. L'antipapa Anacleto rimase chiuso in Castel Sant'Angelo, Lotario tornò in Germania lasciando Innocenzo a Roma con il popolo romano a lui fortemente ostile.
Alla partenza di Lotario II da Roma, Innocenzo fu anch'egli di nuovo costretto a lasciare Roma, essendo Anacleto ancora presente in città con tutto il suo seguito. Era il 1134 e si diresse a Pisa. Qui si tenne l'anno dopo un grande sinodo a cui parteciparono diversi vescovi di Spagna, Inghilterra, Francia, Germania, Ungheria e potenti signori dell'Italia, con la presenza anche dell'arcivescovo di Milano. I presenti confermarono all'unanimità l'autorità papale di Innocenzo II. Rimanevano dalla parte di Anacleto II la città di Roma, con la campagna circostante, e il Meridione, dove regnava il normanno Ruggero II. Una seconda spedizione di Lotario nel 1136 fu costellata da molti successi militari contro i Normanni.

#### Governo della Chiesa
Nel 1134 Innocenzo II, su richiesta di Lotario II, emanò un rescritto papale col quale pose le chiese di Svezia, Norvegia, Danimarca e dell'isola di Groenlandia sotto l'autorità giurisdizionale dell'Arcidiocesi di Amburgo.
Il 7 luglio 1136 papa Innocenzo promulgò la Bolla Ex commisso nobis a Deo, conosciuta come «Bolla di Gniezno», con la quale sottoponeva la Chiesa polacca alla giurisdizione della Diocesi di Magdeburgo, delineando nel contempo i territori sottoposti al vescovo di Gniezno. Il documento ha una vitale importanza storica dal momento che contiene più di 400 nomi di località scritti per la prima volta in lingua polacca.
Nell'aprile 1138 Innocenzo fece trasferire a Grosseto la cattedra della storica sede vescovile di Roselle, assumendo questa decisione dopo aver soggiornato varie volte negli anni precedenti nella città maremmana.

#### Concilio di Melfi V: deposizione dell'antipapa
Innocenzo II e Lotario II concentrano a maggio 1137 le proprie armate accanto al castello di Lagopesole e vi si accamparono per tutto il mese. Poi assediarono la città di Melfi e costrinsero alla fuga il rivale Ruggero II di Sicilia (Re per volontà dell'antipapa Anacleto II), quindi conquistarono la sua (ex) capitale, Melfi, il 29 giugno. 
Il Pontefice tenne un concilio nel castello del Vulture nell'anno 1137 (la più probabile data va dal 29 giugno al 4 luglio). I Padri conciliari decisero innanzitutto la deposizione dell'antipapa Anacleto II.
Il Papa annullò la scomunica ai monaci di Montecassino e concesse il perdono ai Benedettini, prima schierati con l'antipapa. Un Privilegio restituì le Chiese concesse al monastero, in particolare San Bartolomeo in Arce (Rocca), poi intitolata alla Madonna delle Grazie, che passò dal Monastero di Farfa alle dipendenze di Cassino. Il 4 luglio Innocenzo II, insieme all'imperatore Lotario, delegittimò il nemico Ruggero II Altavilla, in favore di Rainulfo di Alife, della Casata Drengot, proclamato nuovo Duca di Puglia.

#### Il Concilio Laterano II
Alla morte di Anacleto, avvenuta il 25 gennaio 1138, il partito dei Pierleoni con l'appoggio di Ruggero II elesse il cardinale Gregorio Conti che assunse il nome di Vittore IV. In virtù dell'intervento di Bernardo di Chiaravalle, Vittore IV si recò da Innocenzo II rinunciando all'elezione. Fu quindi indetto un concilio con lo scopo di ribadire la non legittimità dell'elezione di Anacleto II e, per estensione, dei suoi atti come la concessione della monarchia a Ruggero II.
Nel Secondo Concilio Laterano del 1139 Ruggero II di Sicilia, il più inflessibile avversario di Innocenzo, venne scomunicato, e la pace venne infine riportata all'interno della Chiesa. Al Concilio Lateranense, constatata la potenza di una nuova arma che si andava diffondendo in Europa, la balestra, che poteva forare facilmente le armature, fu vietato l'utilizzo di tale arma tra eserciti cristiani (non potendo avere influenza sugli eserciti musulmani e sugli eretici, i padri conciliari non si espressero a tale proposito).
Nello stesso anno 1138 morì Lotario, di ritorno verso la Germania. Venne eletto come suo successore Corrado III, della famiglia degli Hohenstaufen (7 marzo 1138).

#### Lo scontro con Luigi VII di Francia
Nel 1141 il decesso di Alberico di Reims lasciò vacante la sede arciepiscopale di Bourges. Il re di Francia, Luigi VII, volle nominare un suo candidato, il proprio cancelliere Carduc, ma papa Innocenzo II, assecondando il capitolo dei canonici della cattedrale di Bourges, rifiutò la nomina e assegnò l'arcidiocesi a Pierre de La Châtre. Il re francese si oppose, negando l'ingresso a Bourges all'arcivescovo di nomina pontificia. Nacque così un conflitto fra il Papa e il re francese, il quale, inoltre, s'intromise in una vertenza tra Tebaldo II di Champagne e il trentacinquenne Raul I di Vermandois. Quest'ultimo, avendo intessuto una relazione amorosa con la sedicenne sorella di Eleonora di Aquitania, Petronilla, lasciò la propria moglie, Eleonora di Blois, sorella di Tebaldo, e ottenne, grazie ai buoni uffici di Luigi VII, che tre vescovi accomodanti annullassero il suo matrimonio e successivamente celebrassero quello con Petronilla. Tebaldo II di Champagne protestò per questo presso Innocenzo II, appoggiato nella sua protesta da Bernardo di Chiaravalle. Luigi VII fece attaccare le terre di Teobaldo e incendiarne il paese di Vitry-en-Perthois nel gennaio 1143, fatto che causò la morte di oltre un migliaio di abitanti, che, all'assalto delle truppe di Luigi, si erano rifugiati nella chiesa del paese. Innocenzo II quindi pronunciò la scomunica nei confronti di Luigi e l'interdetto nelle terre da lui abitate. La vertenza rimase in piedi fino al decesso di Innocenzo II e fu risolta dal suo successore Celestino II, che ottenne la rinuncia di Luigi alla nomina del proprio candidato.

#### Ultimi anni

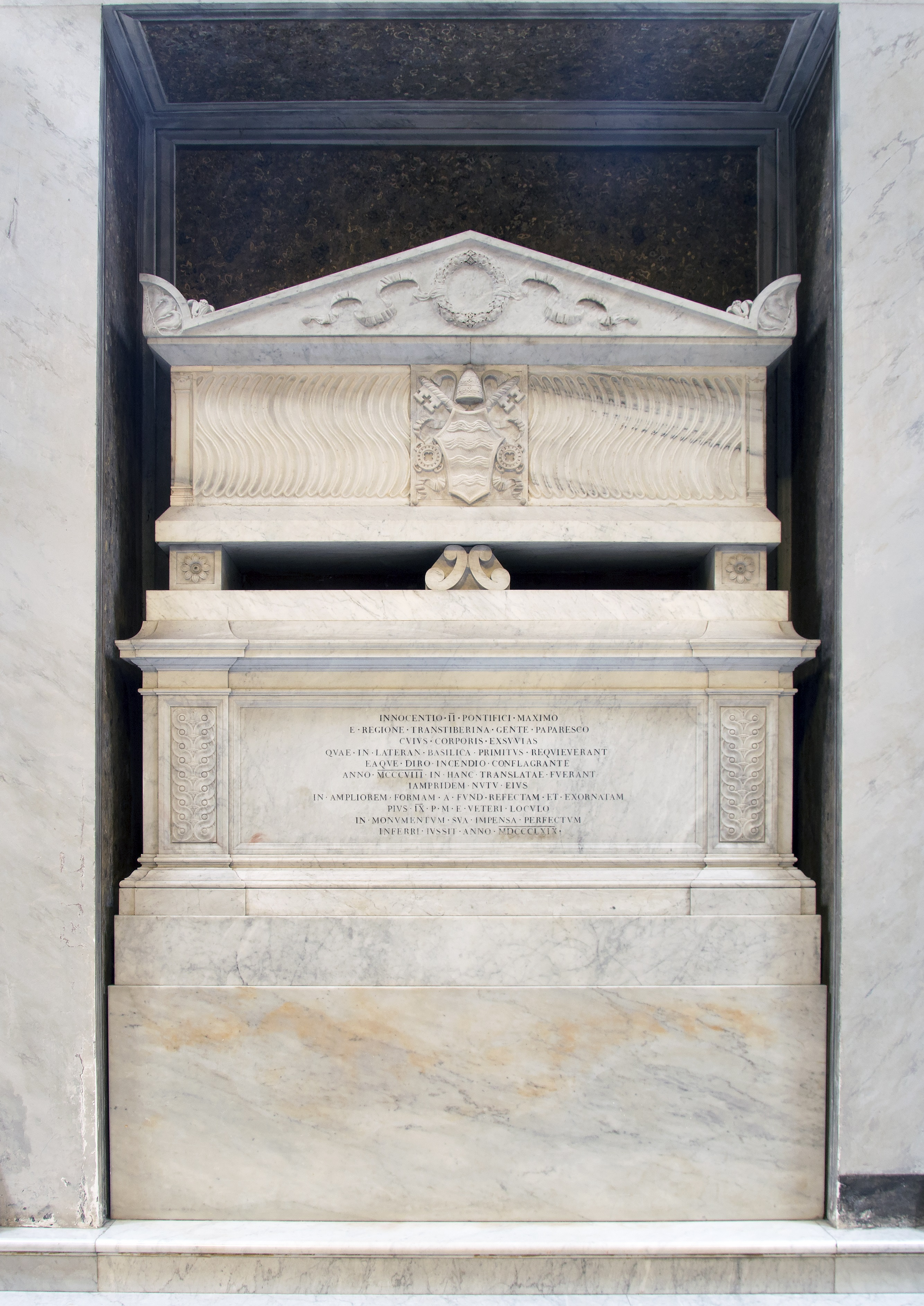
La tomba all'interno della chiesa di Santa Maria in Trastevere.

Morto Anacleto II e neutralizzato il successore Vittore IV, Ruggero volle avere la conferma del titolo di Rex Siciliae da Innocenzo, che, ancora restio a tale riconoscimento e dopo aver scomunicato Ruggero (8 luglio 1139), invase il Regno di Sicilia con un grande esercito, ma cadde in un'astuta imboscata a Galluccio (22 luglio).
Dopo la vittoria di Ruggero, Innocenzo lo investì del titolo di Re di Sicilia, del ducato di Puglia e del principato di Capua (Rex Siciliae ducatus Apuliae et principatus Capuae).
I rimanenti anni del pontificato di Innocenzo furono privi di risultati; egli aveva profuso le sue energie per annullare i comportamenti pericolosi conformatisi a Roma negli anni di Anacleto II. Ma l'insorgere di un contrasto con la città di Tivoli, nel quale fu coinvolto personalmente, vanificò quasi completamente i suoi sforzi.
Innocenzo II morì il 24 settembre 1143 e gli successe Celestino II. Le questioni dottrinali nelle quali venne chiamato a decidere furono quelle connesse alle opinioni di Pietro Abelardo e Arnaldo da Brescia.

## Conclavi
Durante il suo periodo di cardinalato, papa Innocenzo II partecipò ai seguenti conclavi:
- Conclave del 1118, che elesse papa Gelasio II
- Conclave del 1119, che elesse papa Callisto II
- Conclave del 1124, che elesse papa Onorio II
- Conclave del 1130, che elesse papa lui stesso

## Innocenzo II nella letteratura
Della sua vita Carlo Emilio Gadda scrisse una biografia romanzata di Innocenzo II dal titolo La chiesa antica, riferimento, come Gadda stesso precisa in una nota, alla Basilica di Santa Maria in Trastevere, che Innocenzo II stesso fece ricostruire. Il racconto, caratterizzato da toni spesso giocosi e popolani (Gadda usa anche i vari dialetti, secondo la sua prassi stilistica), andrà poi a confluire nella raccolta Il castello di Udine.

## Concistori per la creazione di nuovi cardinali
Papa Innocenzo II durante il suo pontificato ha creato 76 cardinali nel corso di 12 distinti concistori.

## Genealogia episcopale e successione apostolica
La genealogia episcopale è:
- Cardinale Vitale Giovanni, O.S.B. Cam.
- Papa Innocenzo II

La successione apostolica è:
- Arcivescovo Alberone di Montreuil (1131)
- Vescovo Élie di Orléans (1137)
- Arcivescovo Gregorio di Benevento (1137)
- Cardinale Alberico di Beauvais, O.S.B. (1138)
- Vescovo Hermann von Arbon, O.S.B. (1139)
- Patriarca Egilberto di Bamberga (1139)
- Vescovo Adalberto di Pomerania (1140)
- Vescovo Aldebert d'Uzès (1141)
- Arcivescovo Pierre de La Châtre (1142)
- Cardinale Imaro di Frascati, O.S.B. (1142)